# 马岙俞氏宗祠
29°22′14.09″N 121°14′39.78″E / 29.3705806°N 121.2443833°E
马岙俞氏宗祠，又名唐刺史俞公家庙，是中国浙江省宁海县的一座宗祠，堂号为永思堂。宗祠位于深甽镇马岙村中部，现存建筑建于民国元年（1912年），建筑面积693.87平方米。马岙俞氏宗祠戏台为单藻井戏台，2006年5月与县内其他9处古戏台一起以“宁海古戏台”的名义被列入第六批全国重点文物保护单位。

## 历史
马岙村原住民为马姓。后周显德四年（957年），俞氏先祖自新昌县迁至马岙，此后居民多为俞姓。村中共有大宗祠、义祠、小祠堂三座祠堂，其中的俞氏大宗祠始建于明万历八年（1580年）:78。清顺治五年（1648年），俞抒素发动“白头翁”反清起义，指挥部位于宗祠。起义失败后宗祠连同800户民居被焚毁。康熙十九年（1680年），宗祠于原址重建，宣统二年（1910年）再毁。次年，族人推俞民承为经理重建宗祠，聘请宁海和新昌两县工匠，采用“劈作做”方式重建宗祠，1916年落成，形成当下形制。

## 形制
马岙俞氏宗祠坐东北朝西南，建筑面积693.87平方米。建筑中轴对称，自西北至东南有前天井、仪门、戏台、正厅，左右有厢房。
宗祠仪门硬山顶，面阔三间两弄，门上绘有门神，上悬“唐刺史俞公家庙”匾额，左右有楹联“发源由剡邑，溯本自青州”，仪门左右有1916年在新昌朱埠打制的青石狮一对。仪门明间后设置戏台，平面近正方形，宽4.7米，深4.6米。戏台顶为单檐歇山顶，檐角飞翘。戏台藻井由十六组异形拱昂组成螺旋形，归结于顶部明镜，镜中原有雕件已脱落。每组拱昂设置十三个假昂和一个龙首，龙首下雕刻小狮，井口刻有蝙蝠。戏台后设四扇屏风，其上图案已损坏:147。戏台面高1.5米，周围设置回字形围栏，上有《白蛇传》、《桃園結義》等图版。正厅为单檐硬山顶，抬梁穿斗混合式梁架，面阔三间，宽15.7米，深13.7米，梁上刻有人物图案，廊柱刻有倒挂狮、母子鹿木雕。正厅正中挂圣旨牌，下悬“永思堂”、“殿中执法”两块金匾，左右有“云骑三尉”、“飞骑上尉”金匾，正厅楹联为“留一点心田，百世子孙耕不尽；绵万年血食，四时祖宗享无疆”。中轴线两旁各有七间厢房，梁上有凤穿牡丹、松鼠葡萄等图案，栏杆上有对联“逸事放当年，乐奏升平，岁歌大有；闲情消永昼，花簪妇女，竹马儿童”。宗祠后有黄道街，始于南宋，与南宋殿前将军俞极宗有关。

## 保护和利用
马岙俞氏宗祠古戏台于2003年被列入宁海县文物保护单位，2006年5月作为宁海古戏台的一部分被列入第六批全国重点文物保护单位。宗祠自1984年改为村大会堂后，已不再演戏。2014年，宁海县文物部门对宗祠实施修缮。2020年3月，马岙俞氏宗祠获得国家文物保护专项资金资助128万元人民币，用于宗祠和戏台维修。

## 图片

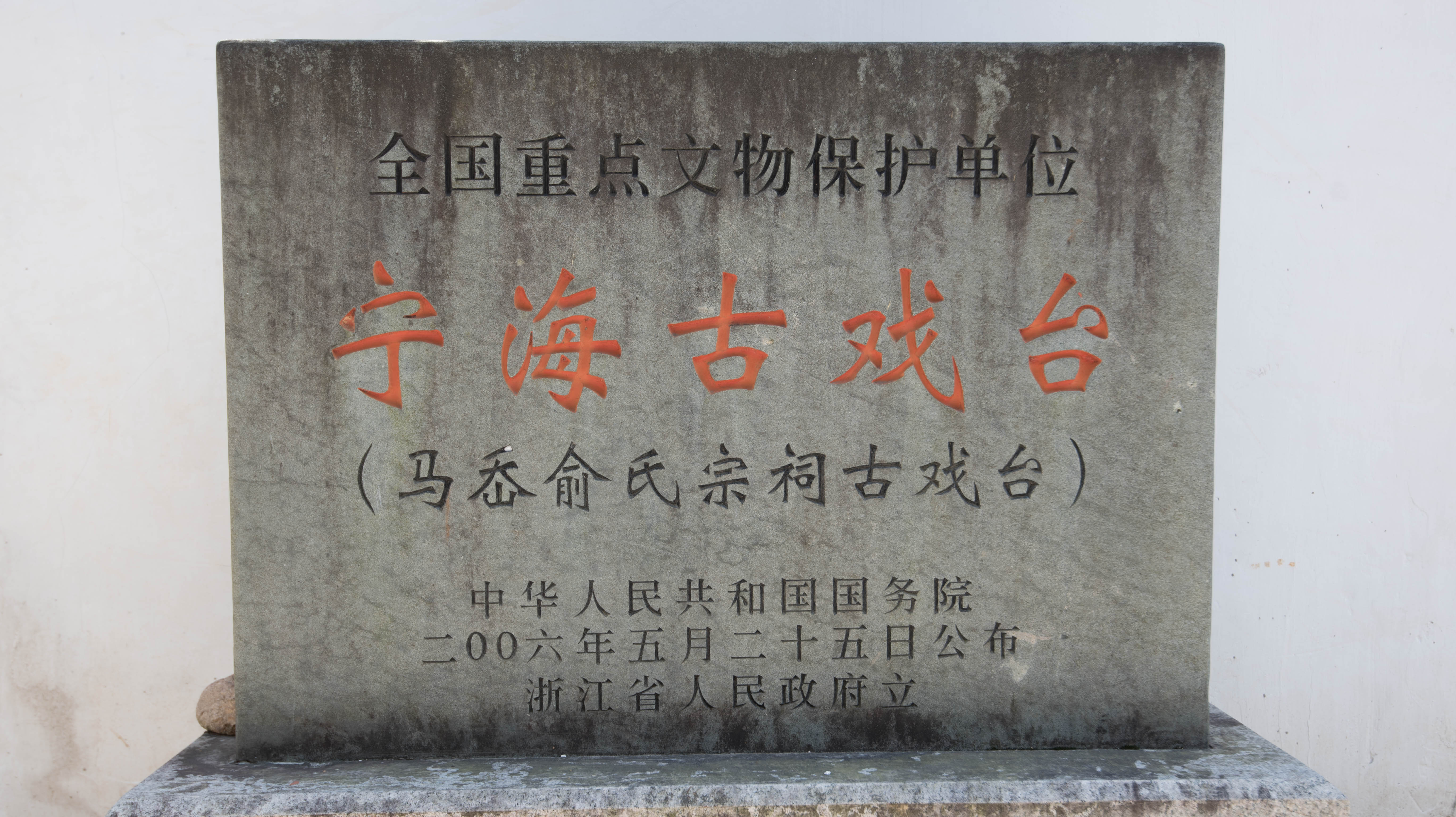
文物保护碑
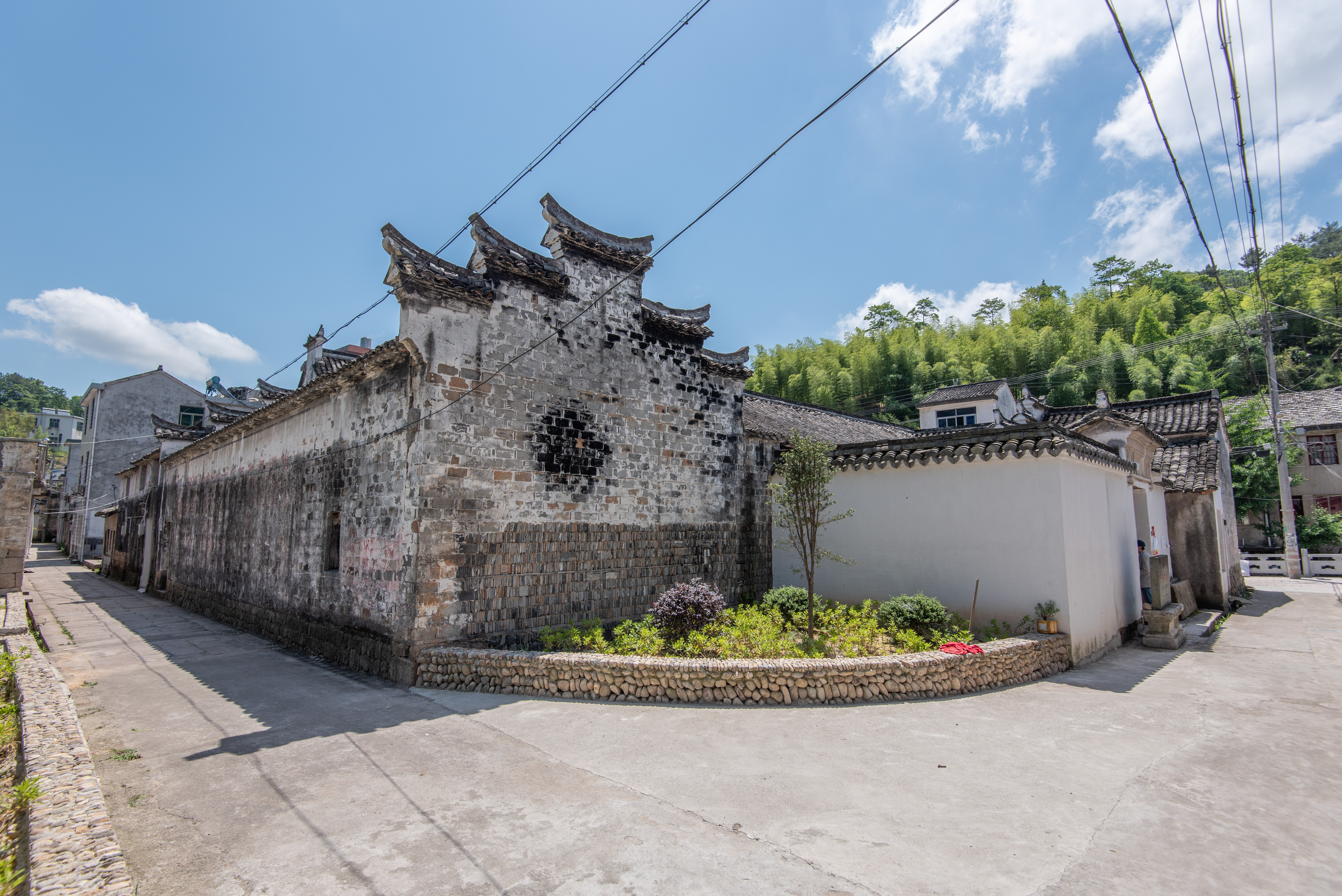
宗祠西侧
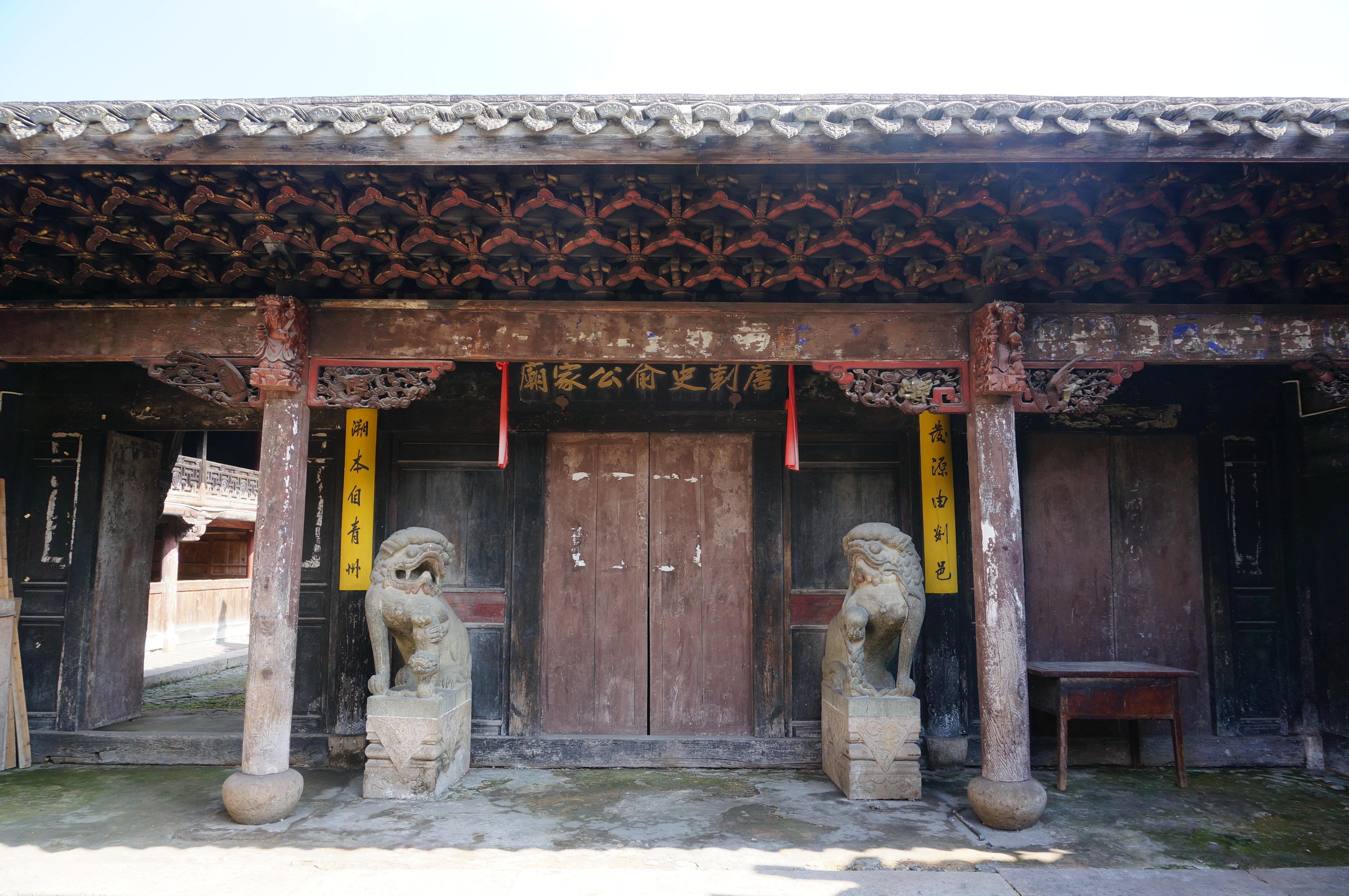
仪门
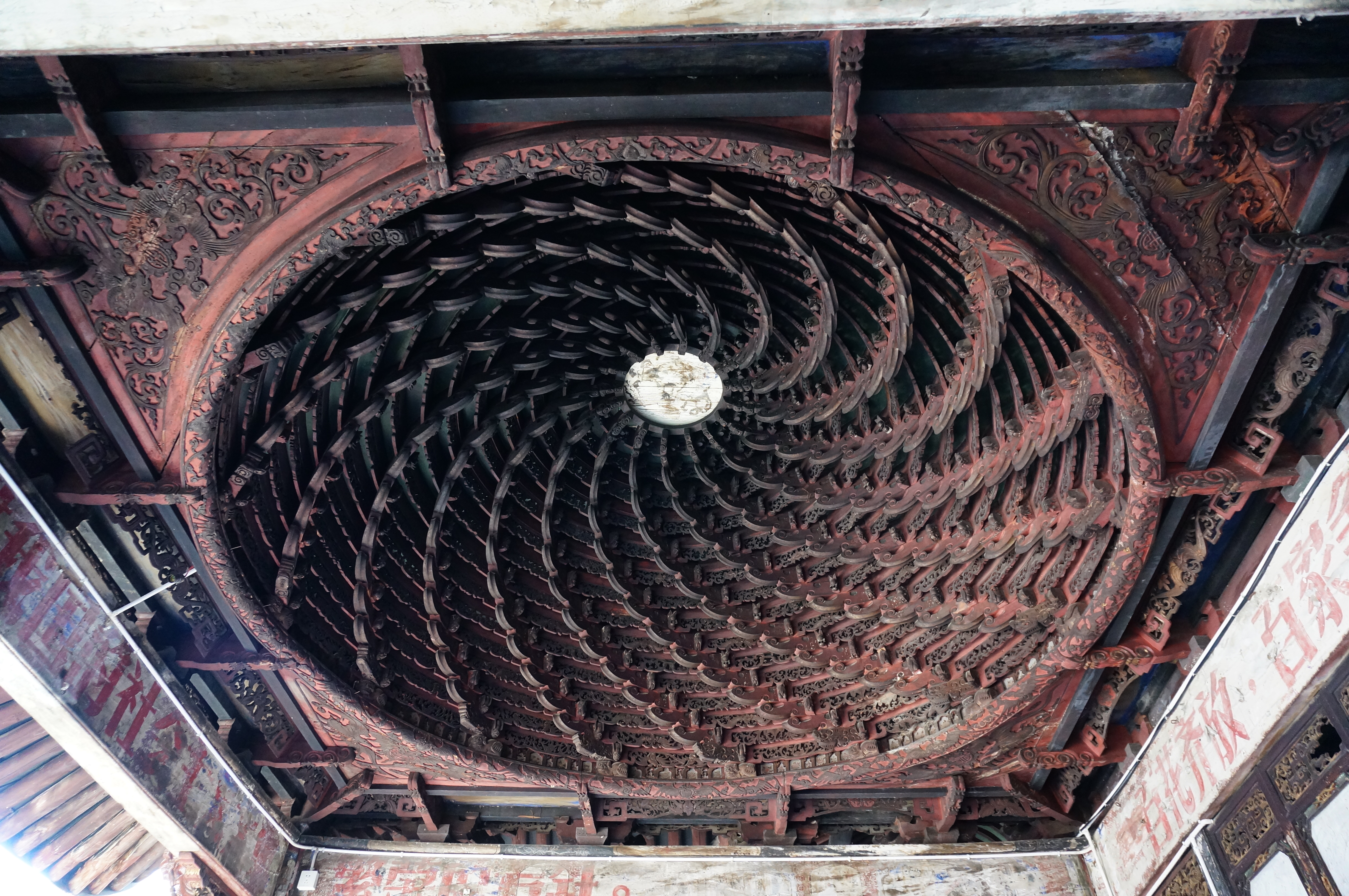
戏台藻井
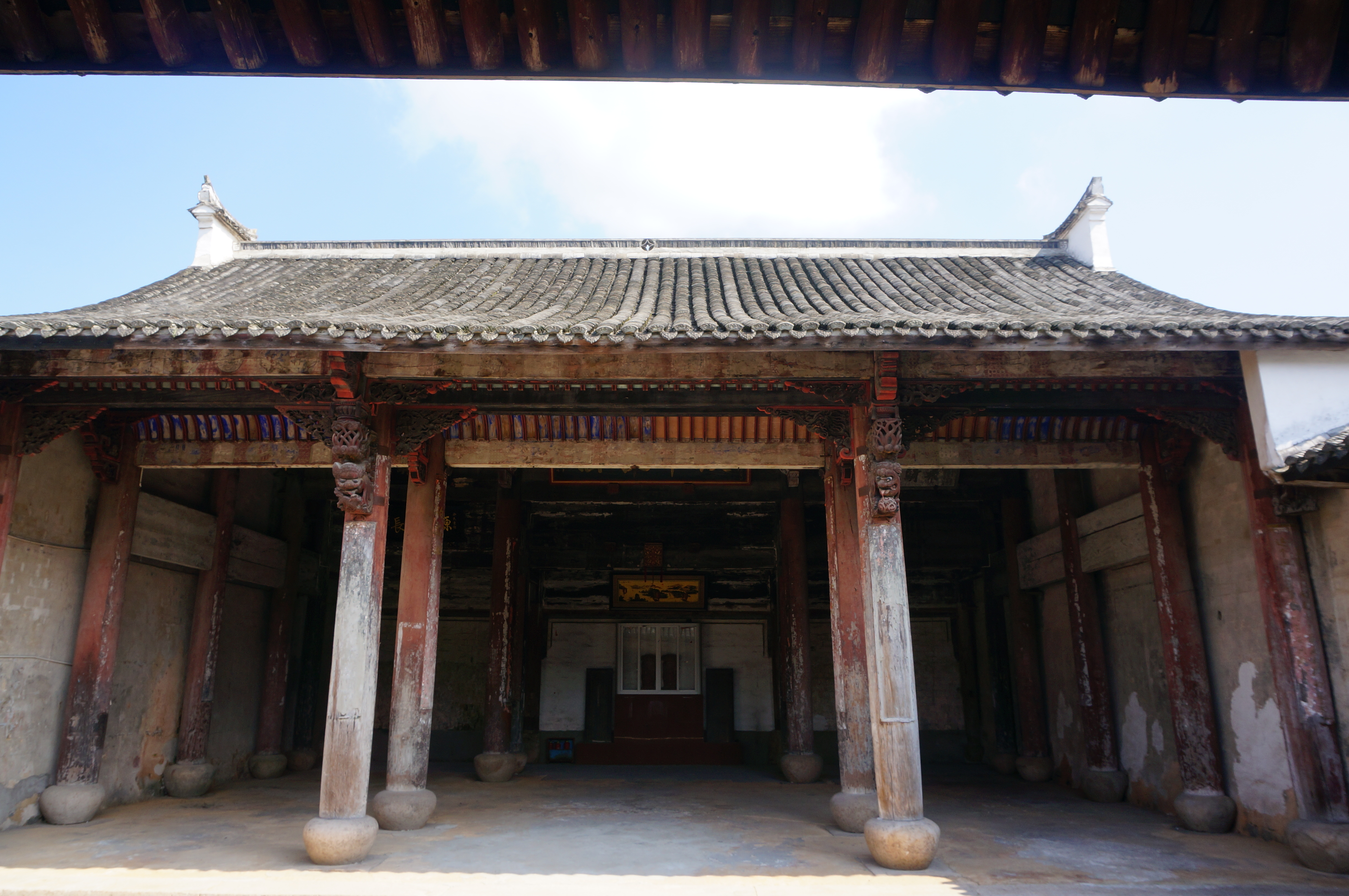
正厅
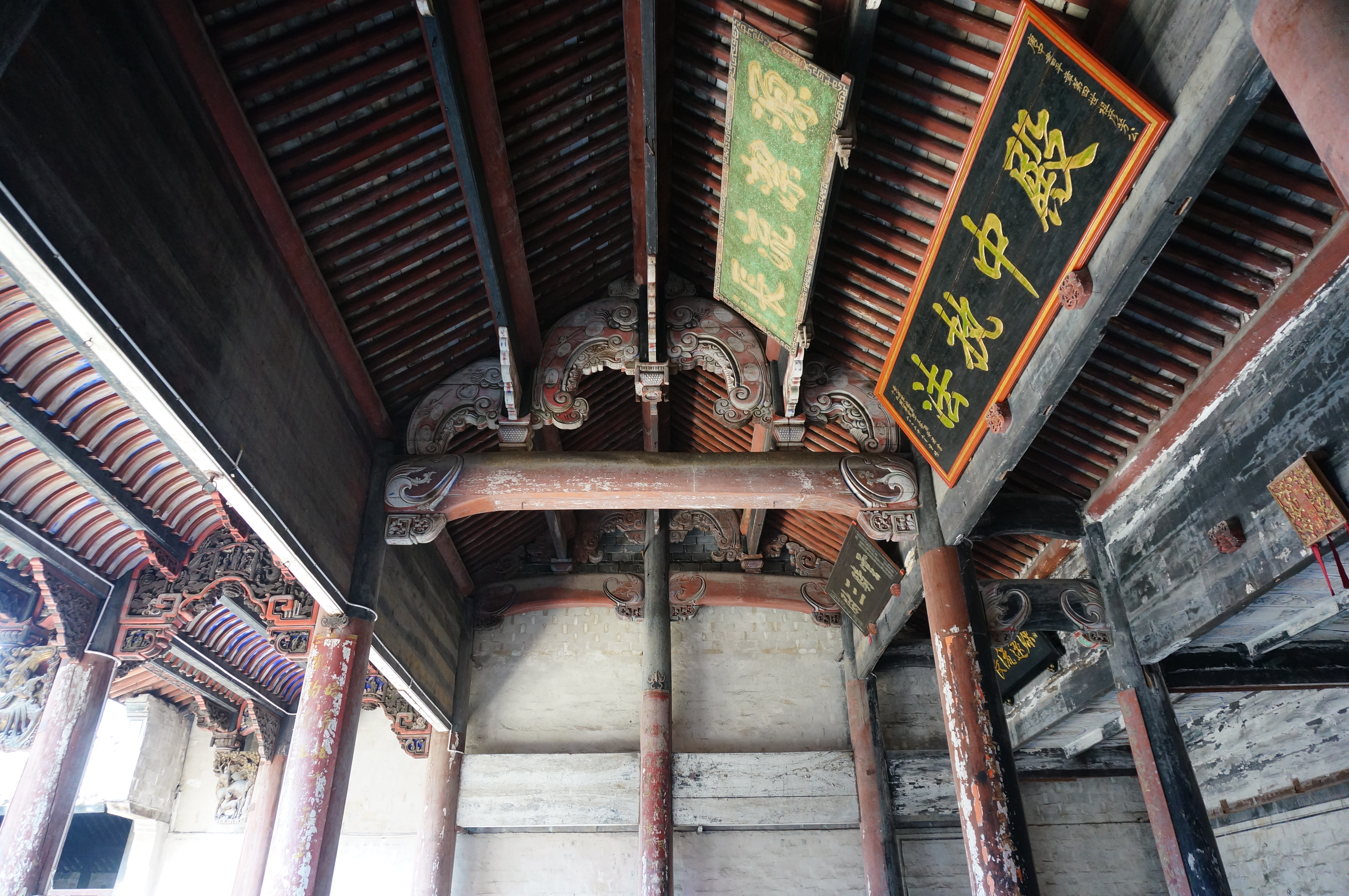
正厅梁架